# NGC 2532
NGC 2532 is een balkspiraalstelsel in het sterrenbeeld Lynx. Het hemelobject werd op 5 februari 1788 ontdekt door de Duits-Britse astronoom William Herschel.

## Synoniemen
- UGC 4256
- IRAS08070+3406
- MCG 6-18-13
- KARA 232
- ZWG 178.32
- KUG 0807+341
- PGC 22922